# Fiordaliso (nome)
Fiordaliso  è un nome proprio di persona italiano maschile e femminile.

## Varianti
- Femminili: Fiordalisa[2][3], Fiordalice[1][2], Fiordaligi[1], Fiordiligi[1][2]
  - Ipocoristici: Alisa[2], Alisia[2], Fiorige[1], Fiorigi[1][2], Fiorigia[1][2], Florige[2], Florigi[2]
- Maschili: Fiordaligi, Fiordiligi
  - Ipocoristici: Fiorige[1], Fiorigi[1], Fiorigio[1][2], Daliso[2], Aliso[2], Alisio[2]

### Varianti in altre lingue
- Francese: Fleur-de-lys[4], Fleurdelys[4]

## Origine e diffusione

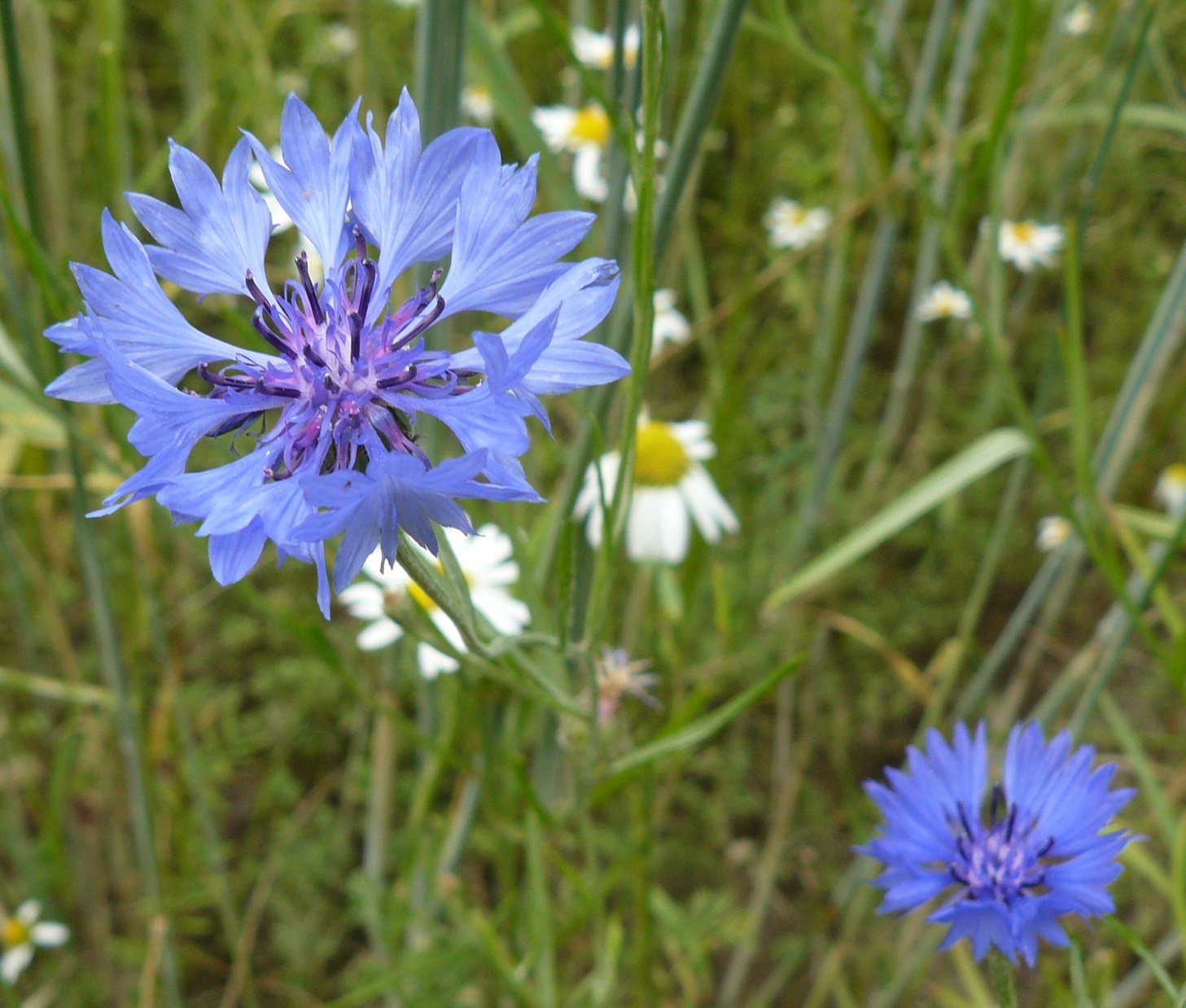
Un fiordaliso (Cyanus segetum)

Si tratta di un fitonimo, cioè un nome ripreso da una pianta, in questo caso il fiordaliso; è quindi, al pari di altri nomi quali Rosa, Margherita, Iris e via dicendo, un nome di affettivo e augurale. La variante Fiordiligi ha anche un matrice letteraria, essendo portata da personaggi di varie opere, in particolare da Fiordiligi, la moglie di Brandimarte nell'Orlando innamorato del Boiardo e nell'Orlando furioso dell'Ariosto.
Va altresì detto che con il termine "fiordaliso" si indica anche il giglio araldico, simbolo della casa reale di Francia a partire dai capetingi; etimologicamente, "fiordaliso" (con le sue varianti arcaiche "fiordaligi" e "fiordiligi") è un adattamento del francese fleur de lis, dal significato di "fiore di giglio".
Come diffusione, il nome si attesta principalmente in Italia settentrionale, con punte in Lombardia (per "Fiordalisa"), in Toscana (per "Fiordaliso" e "Aliso") e in Emilia-Romagna (per "Fiorigi").

## Onomastico
Trattandosi di un nome adespota, ossia privo di santo patrono, l'onomastico può essere festeggiato il 1º novembre, festa di Ognissanti.

## Il nome nelle arti
- Fiordiligi è la moglie di Brandimarte nei poemi cavallereschi Orlando innamorato e Orlando furioso, scritte rispettivamente da Matteo Maria Boiardo e Ludovico Ariosto.
- Fiordiligi è la sorella di Dorabella nell'opera lirica di Wolfgang Amadeus Mozart Così fan tutte.
- Fiordaligi è uno dei figli di Marcovaldo nella raccolta di novelle di Italo Calvino Marcovaldo ovvero Le stagioni in città.
- Fiorige è il cugino di Drusiana nell'opera di Andrea da Barberino I reali di Francia.
- Fleur-de-Lys de Gondelaurier è un personaggio del romanzo di Victor Hugo Notre-Dame de Paris[4].